# 吳飛鳳
吳飛鳳（1850年—1916年），字丹山，四川省順慶府鄰水縣人。同治十三年（1874年）甲戌科二甲第四名武進士，曾任甘肅慶陽營游擊、陝甘督標右營參將、寧陝營參將。

## 經歷[1]
- 同治十二年癸酉科（1873年），由武生應本省鄉試中式第47名武舉。
- 同治十三年甲戌科（1874年），會試中式第7名武貢士，欽點二甲第四名武進士，授三等侍衛。
- 光緒七年（1881年）四月，經兵部帶領引見奉旨“著以游擊用欽此”。
- 光緒十八年（1892年）五月，選補陝西提屬固原城守營游擊，閏6月到營任事。[2][3]
- 光緒二十一年（1895年）九月，咨調赴甯招募威軍左翼右營步隊駐紮甯安堡，
- 光緒二十二年（1896年）三月，因𠞰平海城逆𤞑案內出力，保奏以參將補用，又因海城𤞑匪叛亂，保守固原城池出力，蒙陝甘總督陶模等保奏賞加副將銜。
- 光緒三十年(1904年)正月，札委代理慶陽營游擊事務，是年7月交卸仍囘游擊本任，8月接管任事，
  - 同年5月奏補陝甘督標右營參將員缺[4]，接奉行知在案，經陝甘總督升允出具考語：“穩練耐勞，講求營務，堪以給咨赴引”。
- 光緒三十二年(1906年)十月初三日，由陸軍部帶領引見，奉旨著准其補授欽此。
- 光緒三十四年(1908年)六月，調補陝甘漢中鎮屬寧陝營參將[5]。
- 民國五年在鄉治匪陣亡[6]。